# René Mornex
René Mornex, né le 12 août 1927 à Lyon et mort le 11 avril 2022 dans la même ville, est un médecin, universitaire français, et professeur émérite. Il est doyen honoraire de la faculté de médecine de Lyon et pionnier de l'endocrinologie, plus particulièrement de la neuroendocrinologie.

## Biographie
René Mornex est le fils de Marius Mornex, industriel, et de Germaine Mornex, née Girier. Sorti du Lycée Ampère de Lyon, il effectue ses études supérieures de médecine dans cette même ville. Il se marie le 23 octobre 1954 à Michelle Petrequin avec qui[réf. souhaitée] il aura un enfant, Jean-François, lui aussi professeur de médecine.

### Activité
René Mornex devient professeur agrégé de médecine en 1961 et médecin des hôpitaux en 1962. En 1967, il devient médecin chef du service d'endocrinologie à l'hôpital de l'Antiquaille puis à l'hôpital Édouard-Herriot à Lyon. Dès 1969, il est professeur à titre personnel à l'université.

## Décorations
- Commandeur de la Légion d'honneur
- Commandeur des Palmes académiques
- Officier de l'ordre national du Mérite
- Chevalier de l'ordre du Mérite agricole

## Publications
- René Mornex, Initiation à la médecine, Paris, Elsevier (ed.Scientifiq.), 1993, 193 p. (ISBN 2-7046-1421-0 et 978-2704614219).
- René Mornex, Album de famille : Souvenirs de quelques décennies de vie hospitalière 1923-1983, Lyon, Éditions Stéphane Bachès, 2002, 181 p. (ISBN 2-9516680-9-0 et 978-2951668096)
- René Mornex, Bernard Ducouret et Olivier Faure, L'Antiquaille de Lyon : Histoire d'un hôpital, Lieux Dits, 2003 (ISBN 2-914528-06-X et 9782914528061).
- Alain Bouchet, Danielle Gimenez et René Mornex, Les Hospices Civils de Lyon : histoire de leurs hôpitaux, Lyon, Elah, 2006, 208 p. (ISBN 2-84147-131-4).